# محمد هاشم زمانی
محمد هاشم زمانی (پشتو: محمد هاشم زمانی-متولد ۱۹۲۸ – درگذشت ۱۰ ژوئن ۲۰۰۵) یک شاعر برجسته افغان بود.

## زندگی‌نامه
محمد هاشم در ۱۹۲۸ میلادی در قریه لمتک ولایت کنر افغانستان به دنیا آمد، پدر وی میرزمان خان نام داشت، کسی که در جنگ سوم افغان و انگلیس اشتراک نموده و در زمان حکومت شاه امان‌الله خان یک جنرال بود.
هاشم زمانی تحصیلات اولیه را در مسجدی در زادگاه‌اش فرا گرفت. وی زمانی که تنها ۱۶ سال داشت هم‌راه با ۱۰۰ عضو دیگر خانواده خود، تحت عنوان «حبس سیاسی» در زندان دهمزنگ در شهر کابل محبوس شد.
وی زمانی که در زندان بود، با تعدادی از چهره‌های برجسته آن زمان از جمله یعقوب خان غوند مشر، سرور جویا، داکتر محمودی و فرقه مشر غلام نبی خان چرخی و خانواده وی آشنا شده و از آن‌ها متأثر گردید. محمد هاشم ۱۳ سال عمر خود را در زندان دهمزنگ گذراند و در این جریان شاهد مرگ ۲۸ عضو خانواده خود بر اثر امراض گوناگون و سوء تغذیه بود. زمانی و خانواده‌اش پس از ۱۳ سال زندان، برای هشت سال دیگر در ولایت هرات در تبعید بودند.
وی در جرگهٔ که در زمان ریاست جمهوری محمد داوود خان برگزار گردیده بود، به عنوان نماینده مردم کنر اشتراک کرد.
محمد هاشم پس از تهاجم شوروی به افغانستان در اواخر ۱۹۷۹ میلادی، در شهر پشاور پاکستان پناهنده شد. وی هم‌واره در سفر بود و در کنفرانس‌ها و گردهمایی‌های مختلف بین‌المللی اشتراک نمود. زمانی در ۱۹۸۷ میلادی به ایالات متحده مهاجرت کرد و در منطقه خلیج سان فرانسیسکو، کالیفرنیا مسکن گزید.
محمد هاشم باوجود وضع صحی بسیار نامناسب به علت دومین ایست قلبی و ایست قلبی اولی در ۱۹۹۰ میلادی که نصف بدن وی را فلج کرده بود، باز هم به نوشتن ادامه داد. وی در این جریان بخش دوم «گل‌های پراکنده» و «مجموعه قلب زخمی» را نوشت و هم‌چنین «خاطرات زندانی» را به نشر رساند. وی حتی در آخرین شب زندگی خود روی جلد دوم کتاب‌اش به‌نام «د پوهنی انقلاب» (انقلاب آگاهی) کار می‌کرد.
محمد هاشم زمانی به تاریخ ۱۰ ژوئن ۲۰۰۵ به عمر ۷۶ سالگی بر اثر حمله قلبی در هایوارد، کالیفرنیا درگذشت. جسد وی به افغانستان آورده شده و در زادگاه‌اش ولایت کنر به خاک سپرده شد.

## زندگی آکادمیک
محمد هاشم نخستین شعرهای خود را در زندان سرود و آن‌ها را تحت مجموعهٔ به‌نام زندانی احساس (احساس زندانی) گردآوری کرد. شعرها، مقالات و پارچه‌های خلاقانه وی به‌طور گسترده توسط ناشرهای مختلف و برجسته افغانستان مانند انیس، هیواد، اصلاح، ورانگه، سیستان، طلوع افغان، بیداری و اتفاق اسلام به دست نشر سپرده شد.
قطبی خرس (خرس قطبی) نخستین کتاب زمانی در جریان جنگ شوروی و افغان بود. این کتاب به زبان انگلیسی و بعضی قسمت‌های آن به زبان‌های فرانسوی، ایتالیایی و هسپانوی ترجمه شده‌است.

## کتاب‌های منتشر شده
- احساس زندانی (پشتو: زندانی احساس)
- خاطرات زندانی (پشتو: زندانی خاطرات)
- خرس قطبی (پشتو: قطبی خرس)
- قربانی بزرگ (پشتو: لویه قربانی)
- بلای آدم‌خوار (پشتو: سړی خوړه بلا)
- قربانی بزرگ ۲ جلد (پشتو: لویه قربانی ۲ ټوک)
- گل‌های پراکنده (پشتو: خواره گلونه)
- آرمان آزادی (پشتو: دآزادی آرمان)
- اژدهای روسی (پشتو: روسی ښامار)
- قلب زخمی (پشتو: زخمی زړه)